# Kardinal & König
Kardinal & König ist ein Brettspiel von Michael Schacht, das 2000 bei Goldsieber erschienen ist. Es ist für 3 bis 5 Spieler ab 12 Jahren geeignet und dauert etwa 50–60 Minuten. Eine englische Version erschien als Web of Power bei Rio Grande Games, eine niederländische erschien bei 999 Games.
Kardinal & König war auf der Auswahlliste zum Spiel des Jahres 2000 und belegte im selben Jahr Platz 8 beim Deutschen Spiele Preis.
Im Jahre 2005 gab es eine Wiederveröffentlichung des Spiels mit neuem Thema bei Abacusspiele unter dem Namen China.

## Spielausstattung
- 1 Spielplan
- 55 Karten (13 Franken/Aragon, 12 Bayern/Burgund, 11 Lothringen/Italien, 10 England/Schwaben, 9 Frankreich)
- 100 Klöster (je 20 in 5 Farben)
- 40 Räte (je 8 in 5 Farben)
- 5 Zählsteine (in 5 Farben)
- 48 Lagerhäuser
- 1 schwarzer Markierungsstein
- Spielregel

## Spielablauf

### Überblick
Auf einer Karte Mitteleuropas aus mittelalterlicher Zeit schlüpfen die Spieler in die Rolle der Herrscher über einflussreiche Orden. Durch das Ausspielen von Karten gründen die Spieler Klöster und bringen Räte an die Höfe der Herrschaftshäuser. Für das Platzieren der Klöster und erfolgreiche Bündnisse zwischen den Räten gibt es Punkte.

### Regeln
Der am Zug befindliche Spieler kann bis zu 3 Handkarten ausspielen, sowie bis zu 2 Figuren (Klöster, Räte) in einem Land einsetzen. Will er keine Karte spielen, muss er die Karte tauschen. Mit einer ausgespielten Karte darf man für das Setzen der Figuren zwischen zwei Ländern wählen (außer bei Frankreich). 
Kann ein Spieler mit der Zeit eine Klosterkette (mindestens 4 über Ländergrenzen zusammenhängende Klöster auf den dafür vorgesehenen Klosterfeldern) bilden gibt es am Spielende Extrapunkte.  
Räte setzt man auf die Wappenfelder der Länder (auch mehrere), wer die meisten Klöster in einem Land besitzt, bestimmt die maximale Anzahl der einsetzbaren Räte. Ist der Zug beendet, zieht man Karten nach. Ist der Stapel aufgebraucht, erfolgt eine sofortige Zwischenwertung und alle Länder werden nach ihren Klöstern abgerechnet. Dabei erhält: 
- Der mit den meisten Klöstern in einem Land für jedes Kloster in diesem Land 1 Punkt auf der Zählleiste.
- Der mit den zweitmeisten Klöstern in einem Land für jedes Kloster des Spielers mit den meisten Klöstern 1 Punkt.
- Der mit den drittmeisten Klöstern je Kloster des Spielers mit den zweitmeisten Klöstern einen Punkt usw. bis zum letzten Spieler. Spieler ohne wenigstens 1 Kloster im Land gehen leer aus.

Nach Mischung des Ablagestapel geht es weiter bis zum Spielende, also bis die letzte Karte gezogen wurde. Dann erfolgt abermals eine Wertung, wobei neben der  Klosterwertung und der Klosterkettenwertung noch eine Rätewertung hinzu kommt. Dabei werden die 15 markierten möglichen Bündnisse der Reihe nach abgerechnet. Wer nach der Zwischenwertung und der großen Schlusswertung die meisten Punkte aufweist hat gewonnen. 

## Varianten
Zu dem Spiel hat der Autor verschiedene Erweiterungen und Varianten in seinem Kleinverlag Spiele aus Timbuktu herausgegeben, unter anderem
- Kardinal & König – Der Vatikan (2001)
- Kardinal & König – Das Kartenspiel (2001)
- Kardinal & König – Das Duell (2002)